# 제45보병사단 (미국)
제45보병사단(45th Infantry Divison)은 미국 육군의 옛 보병 사단이다. 사단 본부는 1968년 해체되고 제45보병여단전투단, 제45야전포병여단, 제90병대사령부로 쪼개어졌다. 

## 역사

### 제2차 세계 대전: 서부 전선

제45보병사단이 참가한 전역 및 진격 방향
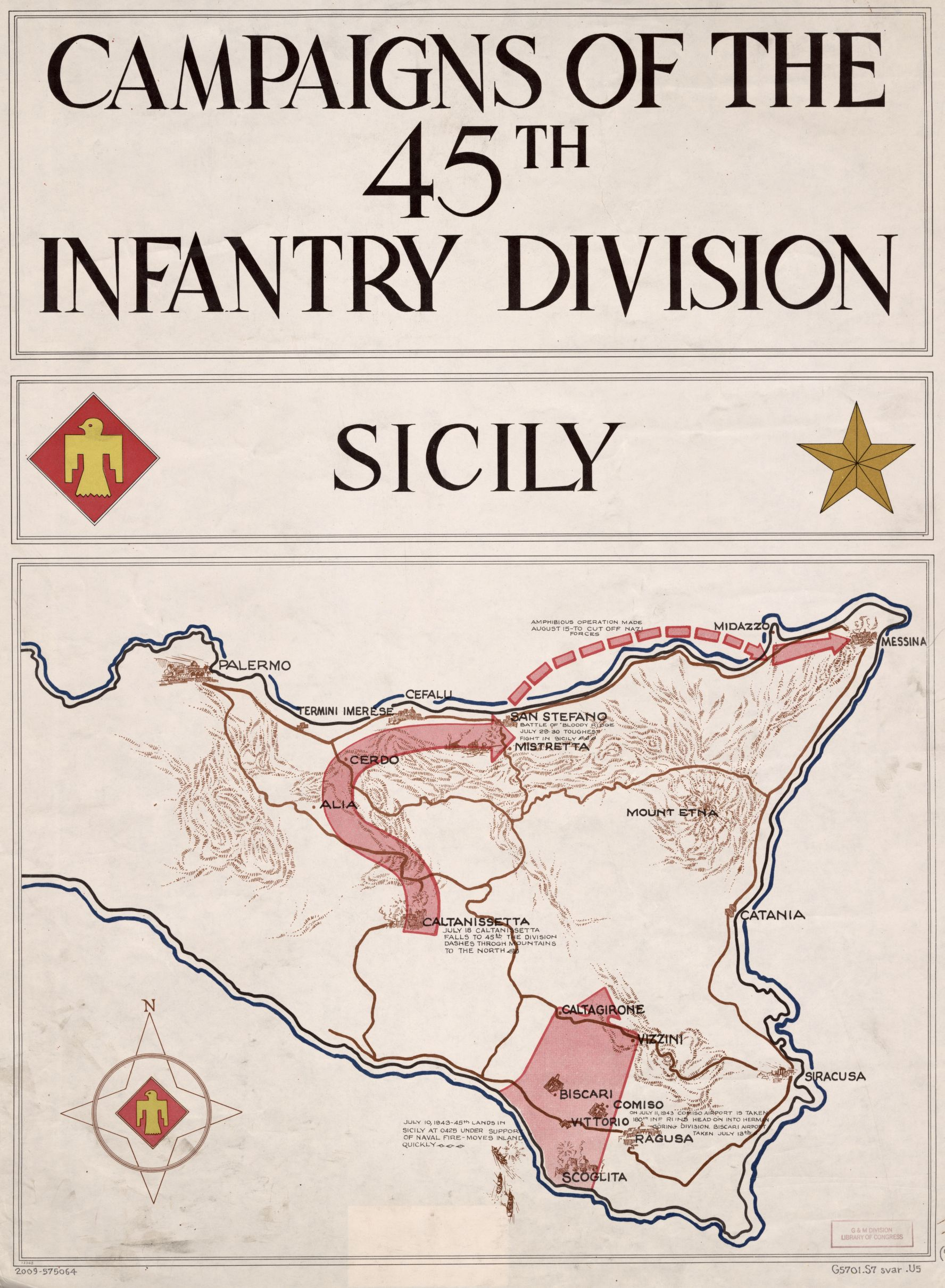
시칠리
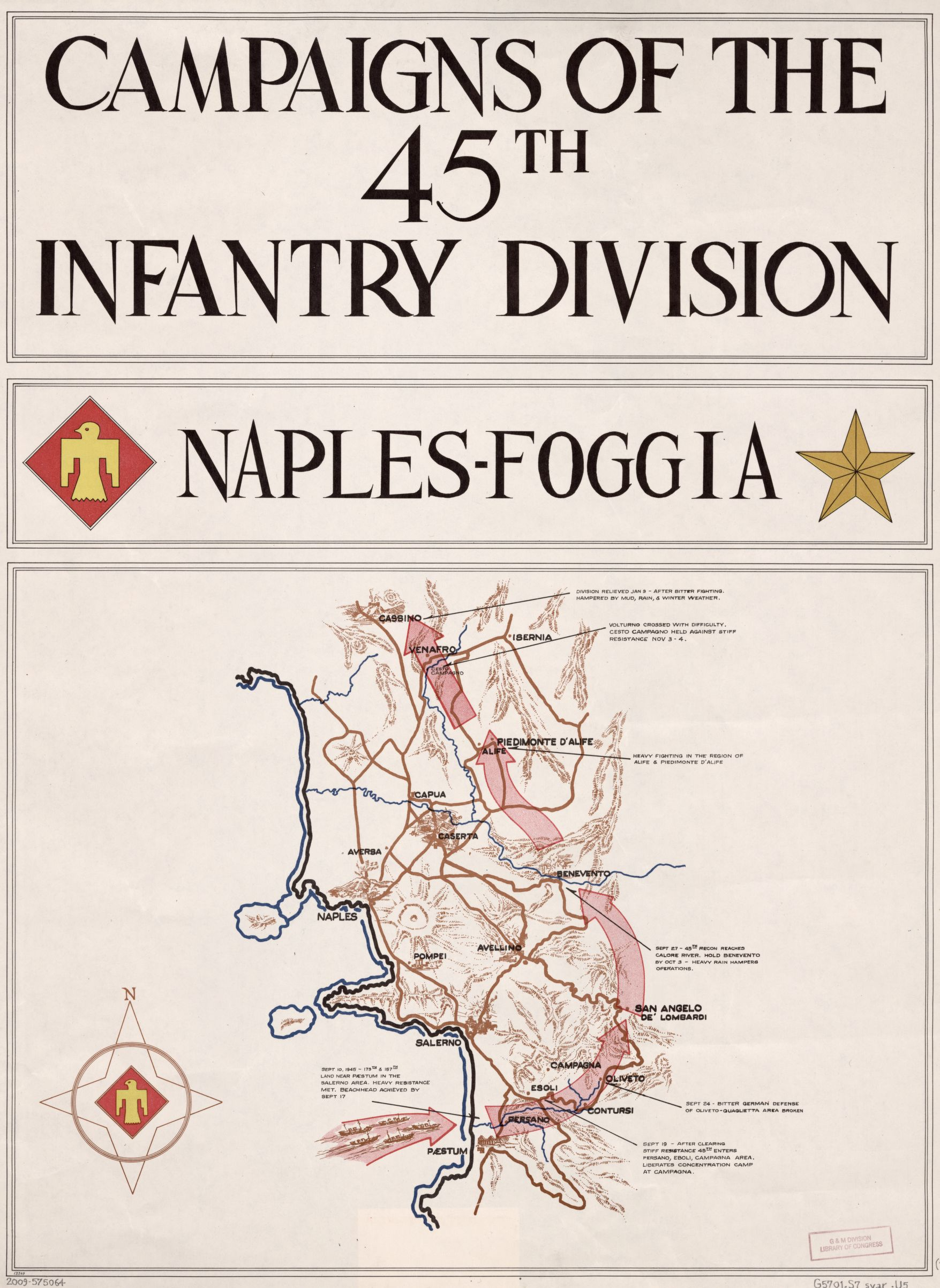
나폴리-포기(Naples-Foggia)
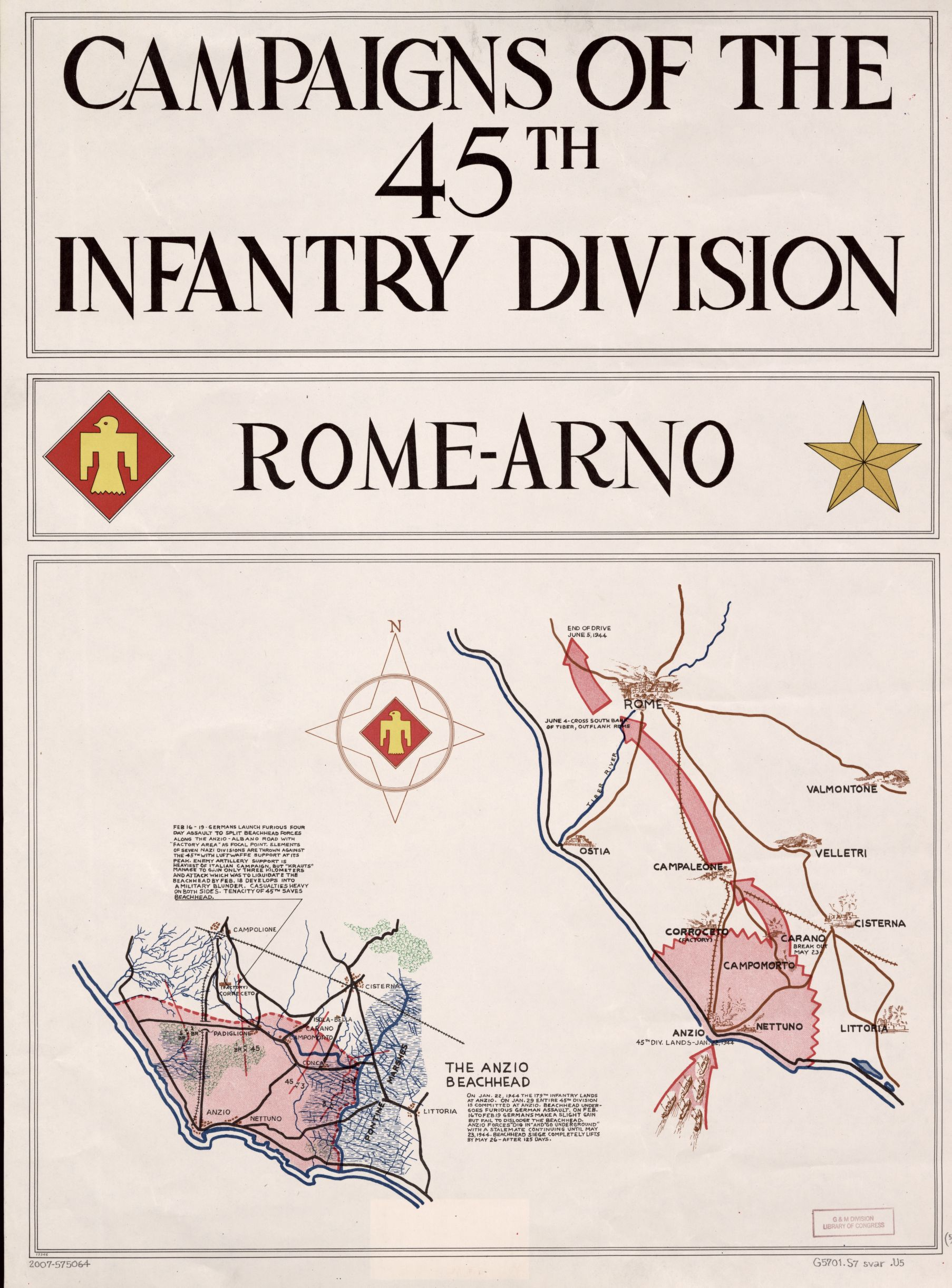
로마-아르노
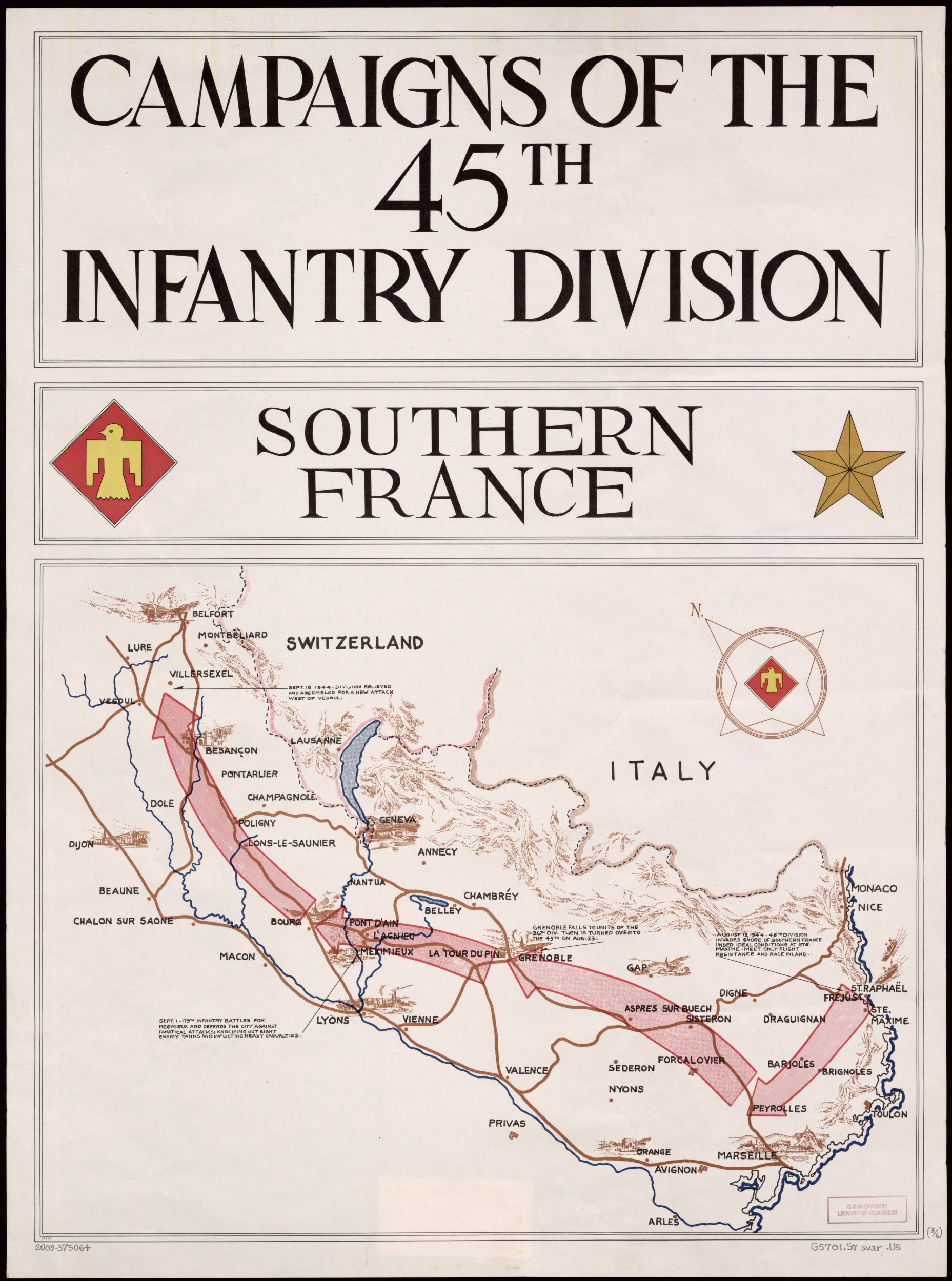
남프랑스
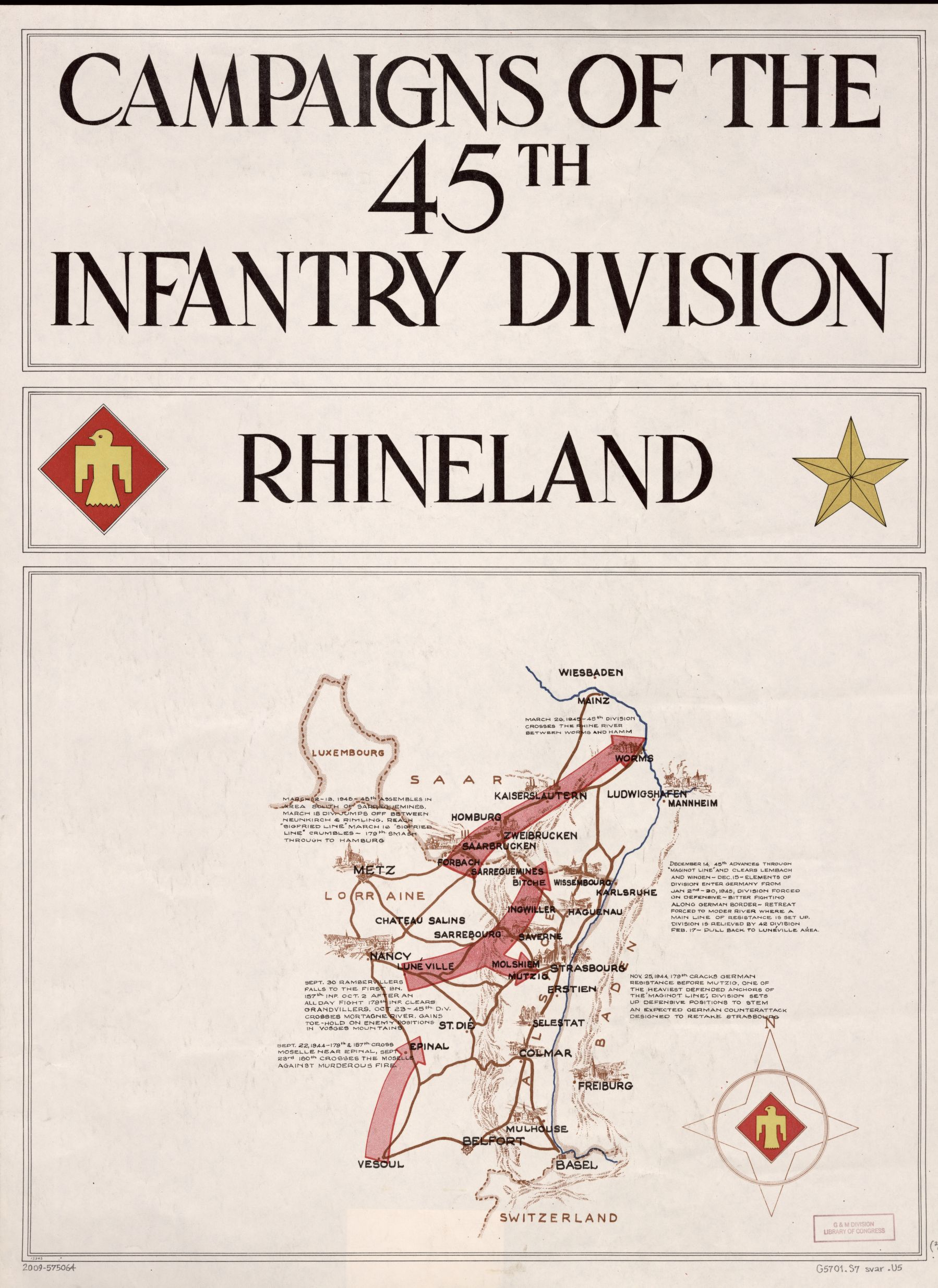
라인란트
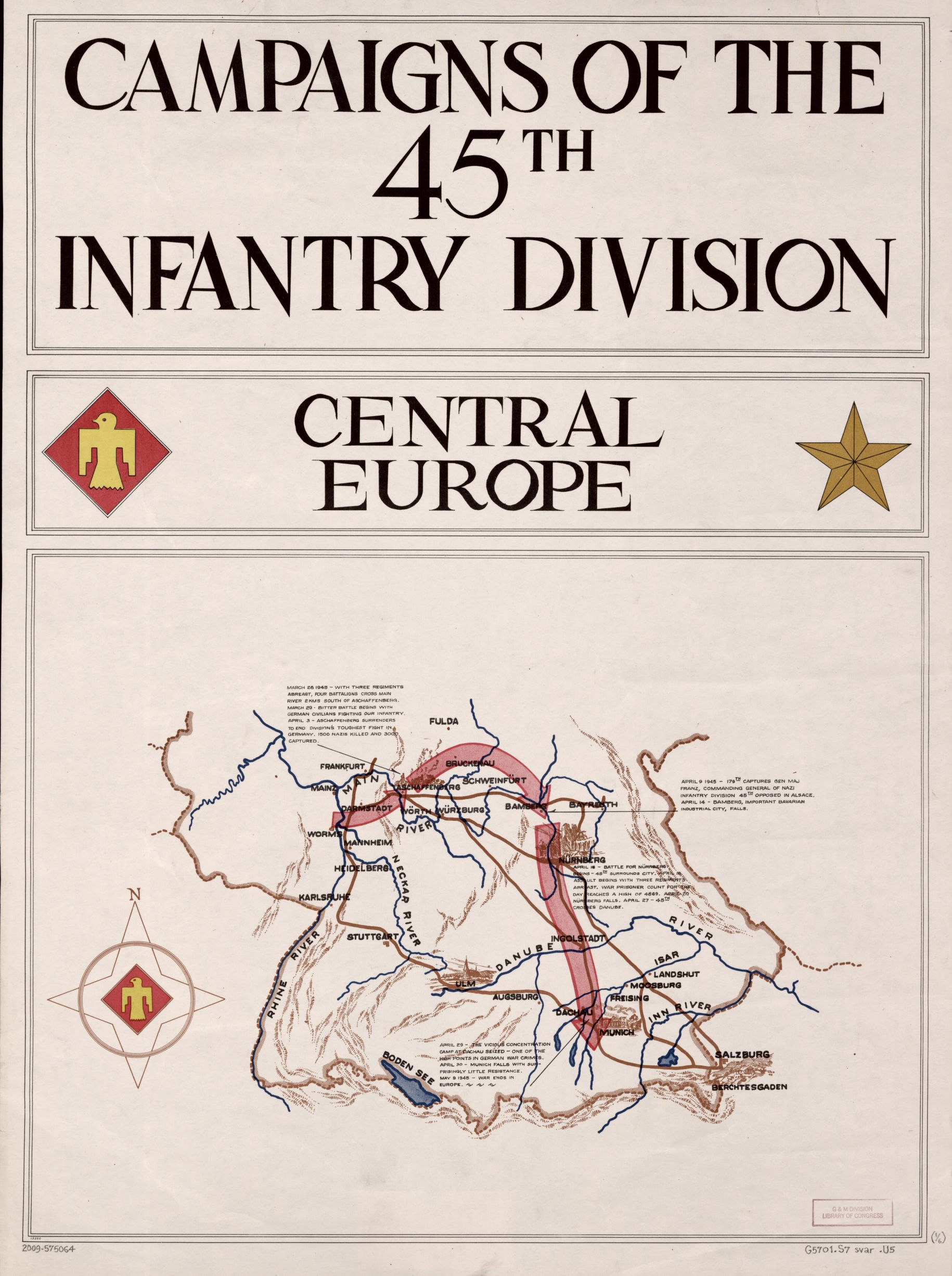
중앙유럽

1945년 9월에 뉴욕으로 귀국하고 텍사스주의 캠프 보위로 넘어갔고, 1945년 12월에 대부분의 다른 부대와 마찬가지로 비활성화된 부대로 전환되어 해산하였다.

### 6.25 전쟁
전개를 준비하기 위해 루이지애나주 포트 폴크에 보내져 훈련을 받았다. 기초훈련을 마친 뒤, 1951년 4월에 일본 열도로 건너가 제8군의 예비전력로 지정되었다. 한반도에 캘리포니아 육군 국가방위대의 제40보병사단의 한반도 배치 명령를 기점으로 육군 국가방위대 소속 부대의 참전이 확대되었다.
6.25 전쟁에 참전하였다. 불모고지 전투, 이리고지 전투 등에 참전하였다.

### 냉전
6.25 전쟁의 휴전 이후로도 한반도에 남아 한반도 비무장 지대(DMZ)를 순찰하였고, 1954년 4월 30일에 국가방위대로 되돌려져 그 해 9월 25일에 오클라호마주로 귀환하였다.
1963년에 임무형 육군사단으로 재조직화(ROAD)로 사단 안에 제1,2,3여단이 창설되었고, 이후 1968년에 해체될 떄까지 제45보병사단의 눈에 띄는 배치나 사건 개입 등은 없었다. 

### 해체
1968년에 미국 육군부는 육군 국가방위대를 대규모로 유지할 필요가 없다는 판단을 내렸다. 육군 국가방위대 소속 사단이 15개에서 8개로 줄이고, 독립여단(Separate Brigade)의 수를 7개에서 18개로 늘렸다. 그에 따라 제45보병사단은 해산하고, 제45보병여단, 제45야전포병단, 제90병대사령부로 쪼개어졌다.

## 계보

### 전역
- 한국 전쟁

## 같이 보기
- 제40보병사단 (미국)